# Priscilla Lane
Priscilla Lane, pseudonimo di Priscilla Mullican (Indianola, 12 giugno 1915 – Andover, 4 aprile 1995), è stata un'attrice e cantante statunitense.

## Biografia

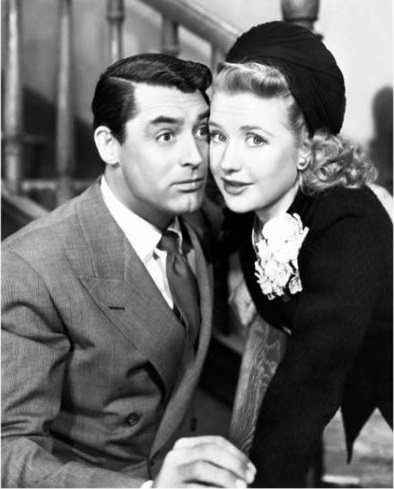
La Lane con Cary Grant sul set di Arsenico e vecchi merletti (1944)

La sua notorietà è dovuta dapprima all'attività di cantante nel quartetto Lane Sisters insieme alle tre sorelle. Dal 1937 intraprende la carriera di attrice.
Deve molto della sua notorietà ai ruoli interpretati nei film I ruggenti anni venti (1939), insieme a James Cagney e Humphrey Bogart; Sabotatori (1942), un film di Alfred Hitchcock nel quale ricopre il ruolo dell'eroina e Arsenico e vecchi merletti (1944), di Frank Capra, nel quale interpreta la fidanzata e poi moglie di Mortimer Brewster (interpretato da Cary Grant).

## Filmografia
- Invito alla danza (Varsity Show), regia di William Keighley (1937)
- Love, Honor and Behave, regia di Stanley Logan (1938)
- Men Are Such Fools, regia di Busby Berkeley (1938)
- Cowboy from Brooklyn, regia di Lloyd Bacon (1938)
- Quattro figlie (Four Daughters), regia di Michael Curtiz (1938)
- Brother Rat, regia di William Keighley (1938)
- Yes, My Darling Daughter, regia di William Keighley (1939)
- Profughi dell'amore (Daughters Courageous), regia di Michael Curtiz (1939)
- Dust Be My Destiny, regia di Lewis Seiler (1939)
- I ruggenti anni venti (The Roaring Twenties), regia di Anatole Litvak (1939)
- Four Wives, regia di Michael Curtiz (1939)
- Brother Rat and a Baby, regia di Ray Enright (1940)
- La voce di Hollywood, regia di William A. Wellman (1940)
- Three Cheers fro the Irish, regia di Lloyd Bacon (1940)
- Four Mothers, regia di William Keighley (1941)
- Million Dollar Baby, regia di Curtis Bernhardt (1941)
- Blues in the Night, regia di Anatole Litvk (1941)

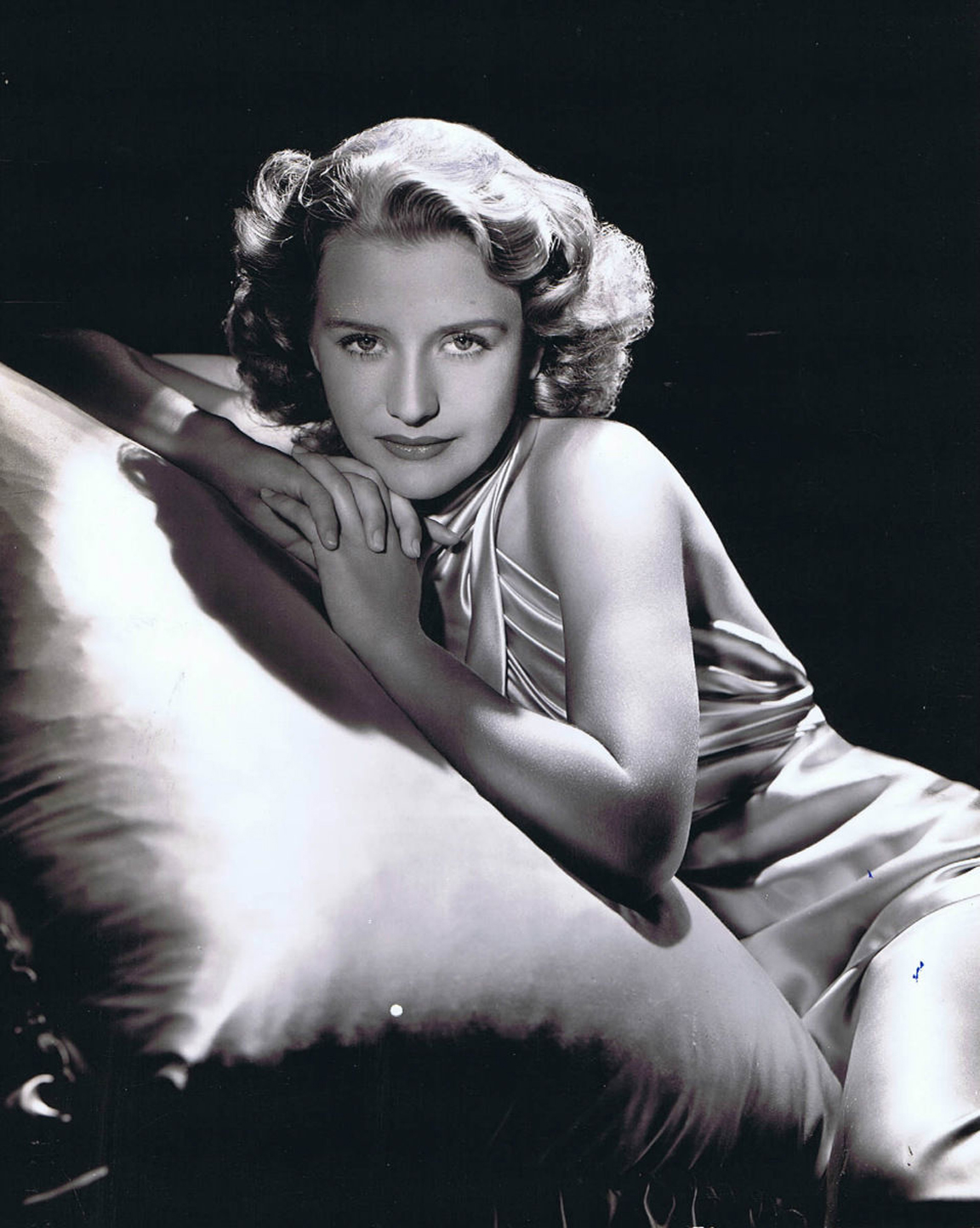
Priscilla Lane nel 1939

- Sabotatori (Saboteur), regia di Alfred Hitchcock (1942)
- Rivalità (Silver Queen), regia di Lloyd Bacon (1942)
- The Meanest Man in the World, regia di Sidney Lanfield (1943)
- Arsenico e vecchi merletti (Arsenic and Old Lace), regia di Frank Capra (1944)
- Fun on a Week-End, regia di Andrew L. Stone (1947)
- Squadra mobile 61 (Bodyguard),  regia di Richard Fleischer (1948)

## Doppiatrici italiane
- Rina Morelli in Quattro figlie
- Adriana Parrella in Sabotatori
- Dhia Cristiani in Arsenico e vecchi merletti
- Maria Pia Di Meo ne I ruggenti anni venti (doppiaggio tardivo)
- Silvia Pepitoni Sabotatori (ridoppiaggio)